# موتشو تشيش
موتشو تشيش هو جبل يقع في قراقرم في وادي هنزه،باكستان. الجبل هو الأطول في العالم الذي لم يتسلقه أحد.